# レロイ・サネ
- レロイ・サネ
- レロイ・ザネ
- リロイ・ザネ

レロイ・サネ（Leroy Sané [ˈliːʁɔʏ zaˈneː], 1996年1月11日 - ）は、ドイツ・ノルトライン＝ヴェストファーレン州エッセン出身のサッカー選手。スュペル・リグ・ガラタサライSK所属。ドイツ代表。ポジションはミッドフィールダー。
父親は元サッカー選手でセネガル代表でもプレーしたスレイマン・サネ。母親のレギーナ・ヴェーバーはかつて新体操の選手であり、ロサンゼルスオリンピックで新体操個人総合の銅メダルを獲得した。

## 経歴

### シャルケ04

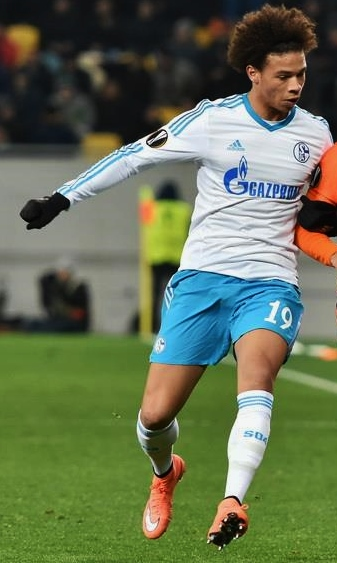
シャルケ04でプレーするサネ（2016年）

2001年から所属するSGヴァッテンシャイト、シャルケ04、バイエル・レバークーゼンのユースチームを経て、2011年に再びシャルケ04のユースチームに入団した。2014年3月21日、3年間のプロ契約を結んだ。2014年4月20日、VfBシュトゥットガルト戦でマックス・マイヤーとの交代途中出場でプロデビューを果たした。2015年3月10日、UEFAチャンピオンズリーグ 2014-15のレアル・マドリード戦で得点を記録した。

### マンチェスター・シティ

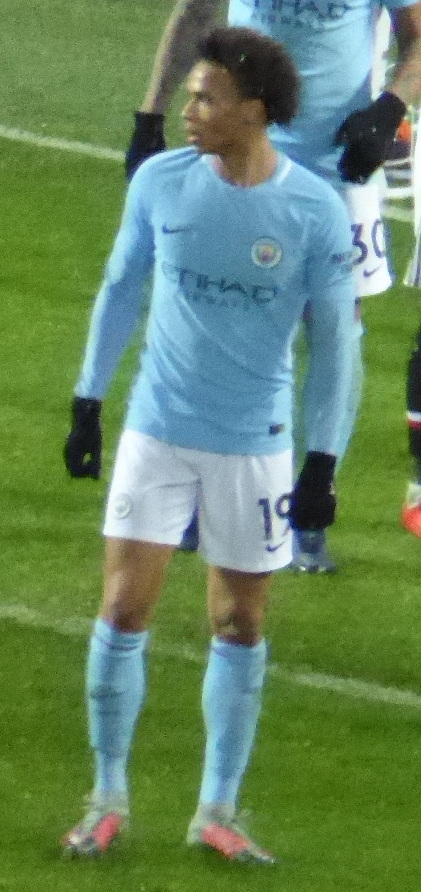
マンチェスター・シティでプレーするサネ（2017年）

2016年8月2日、マンチェスター・シティFCへの移籍が発表された。若いラヒーム・スターリングとガブリエル・ジェズスら3トップを形成するなど、ウイングのポジションでレギュラー争いを行った。
2017-18シーズンはレギュラーとしてプレミアリーグ優勝に貢献し、また12アシストの活躍で、マンチェスター・シティの選手としては42年ぶりとなるPFA年間最優秀若手選手賞を受賞した。
2018-19シーズン1月3日、優勝を争うリヴァプールFCとの対戦では決勝点を決め、ライバルに対しての勝利をもたらし、これがシティの優勝に繋がった。また個人としても2シーズン連続で2桁ゴールを挙げた。
2019-20シーズン開幕前にFCバイエルン・ミュンヘンへの移籍に近づいていると報じられたが、前十字靭帯を負傷したことにより破談となった。しかし、2020年7月にはバイエルン加入が間近と報じられた。

### FCバイエルン・ミュンヘン

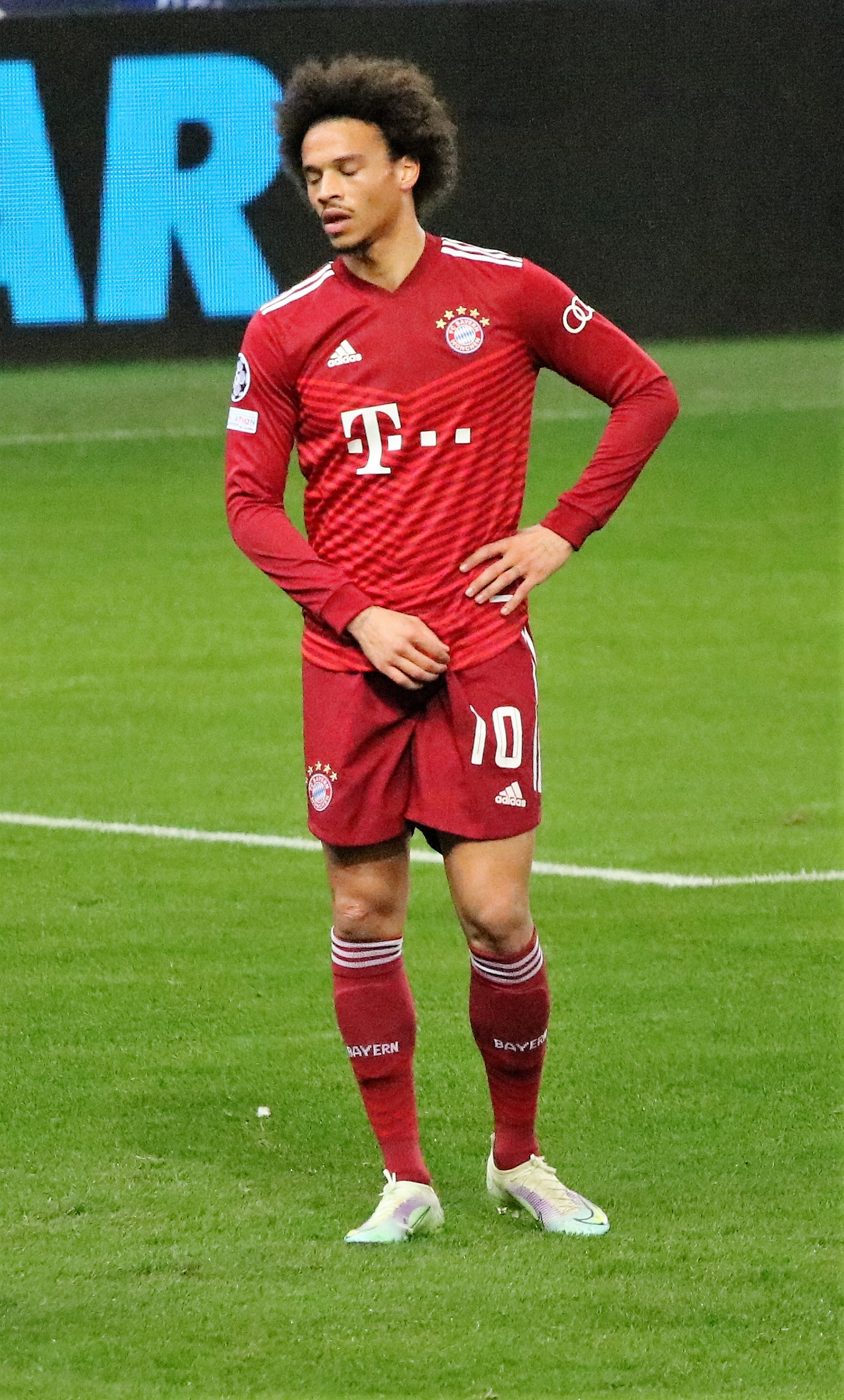
バイエルン・ミュンヘンでプレーするサネ（2022年）

2020年7月3日、FCバイエルン・ミュンヘンと2025年までの契約を締結し、2020-21シーズンより加入することが発表された。シーズン開幕戦となったシャルケ戦で公式戦初出場、移籍後初ゴールを決め、更に2つのアシストを決めた。
2022-23シーズン、チャンピオンズリーグ準々決勝、マンチェスター・シティ戦の1stレグでの敗戦後、チームメートのマネとの口論の末にマネから暴力を振るわれた。

## 代表経歴
ドイツ代表として各年代でプレーし、2015年11月13日に行われた、フランス代表との親善試合でA代表初出場を果たした。UEFA EURO 2016のドイツ代表に選ばれ、準決勝のフランス戦で途中出場した。
2017年5月、ロシアで開催されるFIFAコンフェデレーションズカップ2017の代表メンバーに選出された。
2018年、FIFAワールドカップロシア大会のドイツ代表メンバー入りは確実と思われていたが不選出となった。
2022年、ワールドカップカタール大会のメンバーに選出され2試合に出場、グループリーグ最終戦のコスタリカ戦で1アシストを決めて勝利したが、得失点差で決勝トーナメント進出を逃した。

## 個人成績
| クラブ                 | シーズン | リーグ         | リーグ戦 | リーグ戦 | カップ戦 | カップ戦 | 国際大会 | 国際大会 | その他 | その他 | 合計 | 合計 |
| クラブ                 | シーズン | リーグ         | 出場     | 得点     | 出場     | 得点     | 出場     | 得点     | 出場   | 得点   | 出場 | 得点 |
| ---------------------- | -------- | -------------- | -------- | -------- | -------- | -------- | -------- | -------- | ------ | ------ | ---- | ---- |
| シャルケ04             | 2013-14  | ブンデスリーガ | 1        | 0        | 0        | 0        | 0        | 0        | 0      | 0      | 1    | 0    |
| シャルケ04             | 2014-15  | ブンデスリーガ | 13       | 3        | 0        | 0        | 1        | 1        | 0      | 0      | 14   | 4    |
| シャルケ04             | 2015-16  | ブンデスリーガ | 33       | 8        | 2        | 0        | 7        | 1        | 0      | 0      | 42   | 9    |
| シャルケ04             | 通算     | 通算           | 47       | 11       | 2        | 0        | 8        | 2        | 0      | 0      | 57   | 13   |
| マンチェスター・シティ | 2016-17  | プレミアリーグ | 26       | 5        | 5        | 2        | 4        | 2        | 2      | 0      | 37   | 9    |
| マンチェスター・シティ | 2017-18  | プレミアリーグ | 32       | 10       | 3        | 1        | 9        | 0        | 5      | 3      | 49   | 14   |
| マンチェスター・シティ | 2018-19  | プレミアリーグ | 31       | 10       | 4        | 2        | 8        | 4        | 4      | 0      | 47   | 16   |
| マンチェスター・シティ | 2019-20  | プレミアリーグ | 1        | 0        | 0        | 0        | 0        | 0        | 1      | 0      | 2    | 0    |
| マンチェスター・シティ | 通算     | 通算           | 90       | 25       | 12       | 5        | 21       | 6        | 12     | 3      | 135  | 38   |
| バイエルン・ミュンヘン | 2020-21  | ブンデスリーガ | 32       | 6        | 1        | 1        | 8        | 3        | 3      | 0      | 44   | 10   |
| バイエルン・ミュンヘン | 通算     | 通算           | 32       | 6        | 1        | 1        | 8        | 3        | 3      | 0      | 44   | 10   |
| 総通算                 | 総通算   | 総通算         | 169      | 42       | 15       | 6        | 37       | 11       | 15     | 3      | 236  | 62   |

## 代表歴

### 出場大会
- U-19ドイツ代表
  - 2014年 - UEFA U-19欧州選手権（優勝）
- ドイツ代表
  - 2016年 - UEFA EURO 2016（ベスト4）
  - 2017年 - FIFAコンフェデレーションズカップ2017（優勝）
  - 2018年 - UEFAネーションズリーグ2018-19
  - 2020年 - UEFAネーションズリーグ2020-21
  - 2021年 - UEFA EURO 2020（ベスト16）
  - 2022年 - 2022 FIFAワールドカップ（グループステージ敗退）
  - 2024年 - UEFA EURO 2024 (ベスト8)

### 試合数
2024年1月11日現在
- 国際Aマッチ 59試合 13得点（2015年 - ）[22]

| ドイツ代表 | 国際Aマッチ | 国際Aマッチ |
| 年         | 出場        | 得点        |
| ---------- | ----------- | ----------- |
| 2015       | 1           | 0           |
| 2016       | 3           | 0           |
| 2017       | 5           | 0           |
| 2018       | 8           | 2           |
| 2019       | 4           | 3           |
| 2020       | 4           | 1           |
| 2021       | 15          | 5           |
| 2022       | 10          | 0           |
| 2023       | 9           | 2           |
| 通算       | 59          | 13          |

### 得点
| #   | 開催年月日     | 開催地                                         | 対戦国             | スコア | 結果 | 試合概要                      |
| --- | -------------- | ---------------------------------------------- | ------------------ | ------ | ---- | ----------------------------- |
| 1.  | 2018年11月15日 | ライプツィヒ、ツェントラールシュタディオン     | ロシア             | 1-0    | 3-0  | 親善試合                      |
| 2.  | 2018年11月19日 | ゲルゼンキルヒェン、フェルティンス・アレーナ   | オランダ           | 2–0    | 2–2  | UEFAネーションズリーグ2018-19 |
| 3.  | 2019年3月24日  | アムステルダム、ヨハン・クライフ・アレナ       | オランダ           | 1–0    | 3–2  | UEFA EURO 2020予選            |
| 4.  | 2019年6月8日   | ボリソフ、ボリソフ・アレナ                     | ベラルーシ         | 1–0    | 2–0  | UEFA EURO 2020予選            |
| 5.  | 2019年6月11日  | マインツ、オペル・アレーナ                     | エストニア         | 8–0    | 8–0  | UEFA EURO 2020予選            |
| 6.  | 2020年11月14日 | ライプツィヒ、ツェントラールシュタディオン     | ウクライナ         | 1–0    | 3–0  | UEFAネーションズリーグ2020-21 |
| 7.  | 2021年6月7日   | デュッセルドルフ、エスプリ・アレーナ           | ラトビア           | 7–1    | 7–1  | 親善試合                      |
| 8.  | 2021年9月3日   | ザンクトガレン、AFGアレナ                      | リヒテンシュタイン | 2–0    | 2–0  | カタールW杯・予選             |
| 9.  | 2021年9月9日   | レイキャヴィーク、ラウガルタルスヴェルル       | アイスランド       | 3–0    | 4–0  | カタールW杯・予選             |
| 10. | 2021年11月12日 | ヴォルフスブルク、フォルクスワーゲン・アレーナ | リヒテンシュタイン | 3–0    | 9–0  | カタールW杯・予選             |
| 11. | 2021年11月12日 | ヴォルフスブルク、フォルクスワーゲン・アレーナ | リヒテンシュタイン | 5–0    | 9–0  | カタールW杯・予選             |
| 12. | 2023年9月9日   | ヴォルフスブルク、フォルクスワーゲン・アレーナ | 日本               | 1–1    | 1–4  | 親善試合                      |
| 13. | 2023年9月12日  | ドルトムント、ジグナル・イドゥナ・パルク       | フランス           | 2–0    | 2–1  | 親善試合                      |

## タイトル

### クラブ
マンチェスター・シティ
- プレミアリーグ: 2017-18, 2018-19
- EFLカップ: 2017-18, 2018-19
- コミュニティ・シールド: 2018, 2019
- FAカップ: 2018-19

バイエルン・ミュンヘン
- ブンデスリーガ: 2020-21, 2021-22, 2022-23
- UEFAスーパーカップ: 2020
- FIFAクラブワールドカップ: 2020
- DFLスーパーカップ: 2021, 2022

### 代表
ドイツ
- FIFAコンフェデレーションズカップ: 2017

### 個人
- プレミアリーグ月間最優秀選手：2017年10月
- PFA年間最優秀若手選手賞：2017-18